# 버네사 러셰이
버네사 러셰이(Vanessa Lachey, 1978년 6월 2일~)는 미국의 모델, 방송인, 배우이다. 1998 미스 틴 USA 우승자이다.